# トランキリティアイト
トランキリティアイト (Tranquillityite) は、組成式 (Fe2+)8Ti3Zr2Si3O24 で表されるケイ酸塩鉱物で、ネソケイ酸塩グループに分類される。主成分は鉄、酸素、ケイ素、ジルコニウム、チタンで、わずかにイットリウムとカルシウムが含まれる。1969年のアポロ11号が月面の静かの海から持ち帰った岩石サンプルから発見されたことから、静かの海の英名 Mare Tranquillitatis にちなんで命名された。2011年にオーストラリアで発見されるまでは、地球上には存在しない月特有の鉱物であると考えられていた。 

## 発見
1970年に、月面岩石試料10047を調査していた材料科学者らが希土類およびイットリウムを含む鉄・チタン・ジルコニウム主体の新鉱物を発見した。詳細な分析結果は1971年に発表され、トランキリティアイトという鉱物名が提案された。この鉱物名は後に国際鉱物学連合から承認され、正式に命名された。その後の調査で、アポロ計画によって月面から持ち帰られたすべての岩石試料からトランキリティアイトが見つかっている。試料は鉛・鉛年代測定法を用いて生成時期の測定が行われた。 
月面の岩石試料から見つかった鉱物には他にアーマルコライトとパイロクスフェロアイトがあるが、これらは比較的早い時期に地球上でも発見された。トランキリティアイトは後にアフリカ北西部で発見された火星隕石 NWA 856 からも発見された。 
2011年になって、西オーストラリア州ピルバラ地方の6箇所でトランキリティアイトが発見された。オーストラリアでは原生代からカンブリア紀の輝緑岩または斑れい岩の岩脈や岩床から発見された。トランキリティアイトは、石英や長石 の連晶形成後期に随伴するジルコノライトやバデレアイトおよび燐灰石とともに見出される。 

## 性質
トランキリティアイトは玄武岩質の基岩中に、最大15×65マイクロメートルの細い縞状に形成される。基岩の結晶化終盤に形成され、トロイリ鉱、パイロクス鉄石、クリストバル石およびアルカリ長石とともに見られる。外観はほぼ不透明で、薄い結晶は暗赤褐色に見える。分析された試料では、10％未満の不純物 (イットリウム、アルミニウム、マンガン、クロム、ニオブおよびその他の希土類元素) と最大0.01％ (100 ppm) のウランが含まれていた。ウランの量が多いため、アポロ11号で持ち帰った試料に含まれるトランキリティアイトなどの鉱物はウラン・鉛年代測定法を利用した年代推定により生成時期は約3億71百万年前とされた。 
トランキリティアイトには非晶質のメタミクト構造がみられるが、これはウランの壊変により生じたアルファ粒子によるものと考えられている。このため、試料を800 °C (1,470 °F) で30分間アニーリングすることで結晶を得ることができた。アニーリングの時間を30分より長くしても結晶の品質は改善されず、さらに温度を上げてアニーリングすると試料は壊れてしまった。 
結晶は、当初は単位胞あたり3要素を含む格子定数 a=1.169 nm、c=2.225nm の六方晶であるとされたが、後に蛍石のような面心立方構造に再分類された。  月面の岩石サンプルの分析から求めた適切な比率で酸化物を混合し、1,500 °C (2,730 °F)でアニールすることでトランキリティアイト状の結晶相を合成することができたが、これは様々な金属間化合物と連晶を為したため必ずしも純粋ではなかった。